# Балани (Горж)
Балани (рум. Bălani) насеље је у Румунији у округу Горж у општини Станешти. Oпштина се налази на надморској висини од 253 m.

## Становништво
Према подацима из 2002. године у насељу је живело 105 становника, од којих су сви румунске националности.